# Liste der algerischen Botschafter in den Vereinigten Staaten

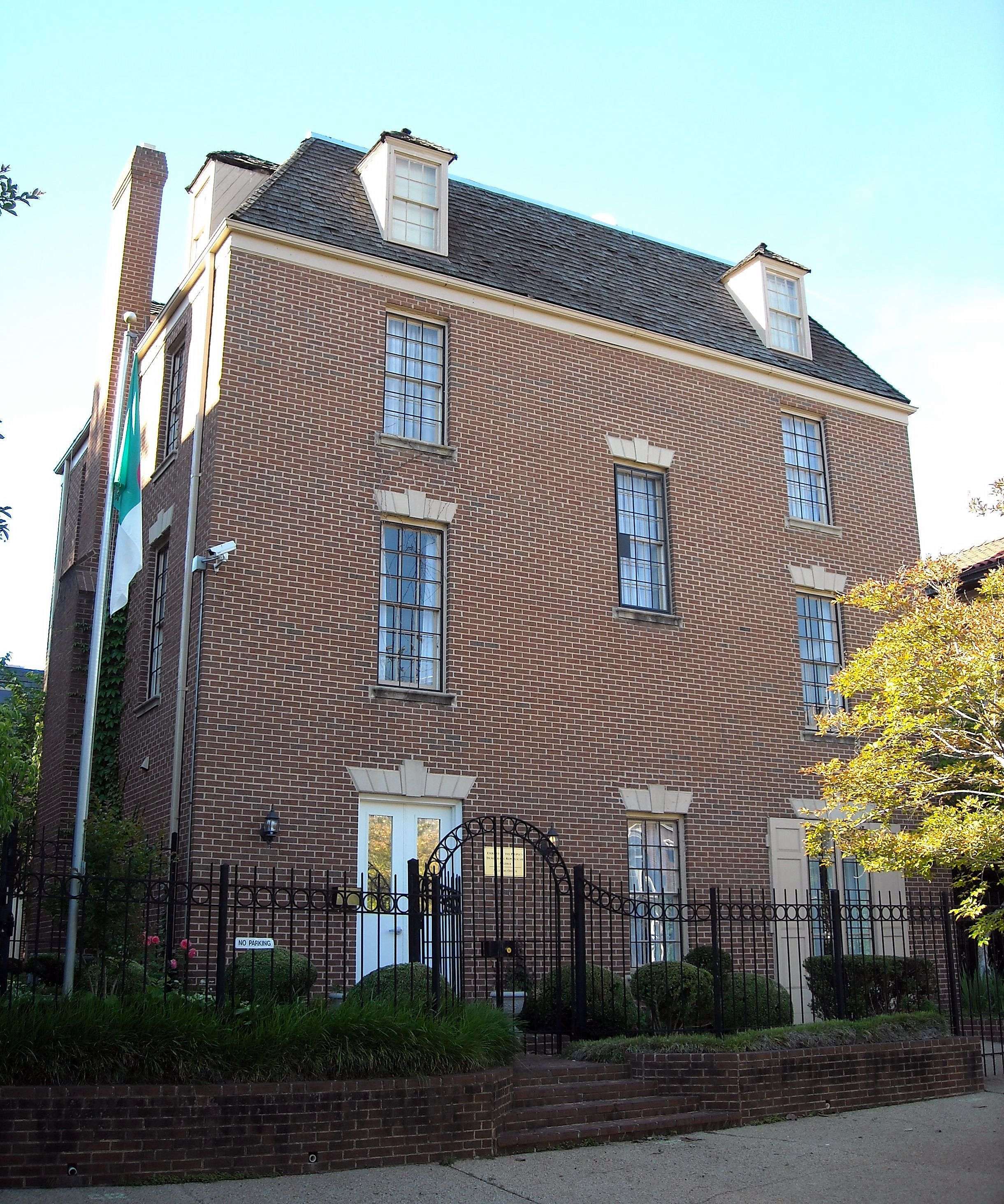
Algerische Botschaft in 2118 Kalorama Road NW - Washington DC 20008

1783 gehörte Salah Bey von Constantine zu den ersten Regierungen, welche die Unabhängigkeit der Regierung von George Washington, von
der Regierung von Charles Watson-Wentworth, 2. Marquess of Rockingham anerkannten.
Am 5. September 1795 wurde ein Friedens- und Freundschaftsvertrag unterzeichnet.
1860, bei der Zerstörung des christlichen Viertels von Damaskus rettete Abd el-Kader die Mitarbeiter des US-Konsulates.
Deshalb wurde Elkader nach ihm benannt.
Das Ende der Geiselnahme von Teheran, am 20. Januar 1981 erfolgte ebenfalls auf Vermittlung von algerischer Diplomatie.

## Botschafter
| Ernannt       | Akkreditiert  | Name                    | Bemerkungen                                     | ernannt von        | akkreditiert bei       | Posten verlassen |
| ------------- | ------------- | ----------------------- | ----------------------------------------------- | ------------------ | ---------------------- | ---------------- |
| 19. Juni 1963 | 24. Juli 1963 | Cherif Guellal          |                                                 | Ahmed Ben Bella    | Lyndon B. Johnson      |                  |
| 10. Okt. 1966 |               | Mohamed Seddik Benyahia | Agrément verweigert                             | Houari Boumedienne | Lyndon B. Johnson      |                  |
| 6. Juni 1967  | 12. Nov. 1974 |                         | Sechstagekrieg, Schutzmacht Guinea              | Houari Boumedienne | Lyndon B. Johnson      |                  |
| 12. Nov. 1974 |               | Abdelkader Maadini      |                                                 | Houari Boumedienne | Gerald Ford            |                  |
| 10. Juni 1977 | 24. Juni 1977 | Abdelaziz Maoui         |                                                 | Houari Boumedienne | Jimmy Carter           |                  |
| 16. Okt. 1979 | 28. Nov. 1979 | Redha Malek             |                                                 | Chadli Bendjedid   | Jimmy Carter           |                  |
| 20. Aug. 1982 |               | Slim Tahar Debagha      | Geschäftsträger, 1965: Botschafter in Tokio     | Chadli Bendjedid   | Ronald Reagan          |                  |
| 27. Aug. 1982 |               | Boumediene M. Kebir     | Geschäftsträger, Algerischer Diplomat           | Chadli Bendjedid   | Ronald Reagan          |                  |
| 14. Sep. 1982 | 24. Sep. 1982 | Layachi Yaker           | 1975: Außenhandelsminister                      | Chadli Bendjedid   | Ronald Reagan          |                  |
| 20. Sep. 1984 | 26. Nov. 1984 | Mohamed Sahnoun         | [ 2 ]                                           | Chadli Bendjedid   | Ronald Reagan          |                  |
| 29. März 1989 | 11. Mai 1989  | Abderrahane Bensid      |                                                 | Chadli Bendjedid   | George H. W. Bush      |                  |
| 3. Feb. 1992  | 11. März 1992 | Yazid Zerhouni          |                                                 | Muhammad Boudiaf   | George H. W. Bush      |                  |
| 15. Feb. 1995 | 20. März 1995 | Hadj Osmane Bencherif   | Liamine Zéroual                                 | Bill Clinton       |                        |                  |
| 11. Juni 1996 | 29. Juli 1996 | Ramtane Lamamra         |                                                 | Bill Clinton       | Liamine Zéroual        |                  |
| 5. Jan. 2000  | 3. Feb. 2000  | Idri Jazairy            |                                                 | Bill Clinton       | Abd al-Aziz Bouteflika |                  |
| 10. Mai 2005  | 26. Mai 2005  | Amine Kherbi            |                                                 | George W. Bush     | Abd al-Aziz Bouteflika |                  |
| 5. Nov. 2008  | 3. Dez. 2008  | Abdallah Baali          | (* 19. Oktober 1954 in Guelma)                  | George W. Bush     | Abd al-Aziz Bouteflika |                  |
|               | 13. Feb. 2015 | Madjid Bouguerra        | (* 8. Januar 1949 in der Provinz Umm al-Bawāqī) | Barack Obama       | Abd al-Aziz Bouteflika |                  |